# روز مه

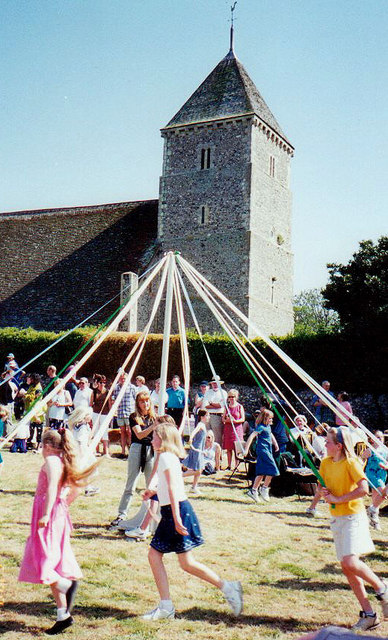
رقص تیرک ماه می در کلیسای بیشاپ‌استون، ساسکس شرقی، انگلستان، ۲۰۰۶

روز می یک روز تعطیل عمومی است که در برخی مناطق برگزار گردیده و معمولاً در اولین روز ماه می یا اولین دوشنبه ماه می جشن گرفته می‌شود. این روز، یک فستیوال باستانی است که نوید اولین روز تابستان را می‌دهد. در بسیاری از کشورهای اروپایی فستیوال آغاز بهار نیز جشن گرفته می‌شود. در این فستیوال‌ها مردم به رقص و آواز خوانی و خوردن کیک می‌پردازند.
در سال ۱۸۸۹ نیز جامعه شناسان دومین مناسبت جهانی این روز را بخاطر بازار شیکاگو، فعالان قشر کارگر، آنارشیستها و کمونیست‌ها که ۸ ساعت از روز را به انجام کار و درگیری‌ها هستند، روز جهانی کارگر برگزیدند. روز جهانی کارگر «روز می» نامیده شد که با روز می سنتی و جشن‌های مربوط به آن متفاوت است.

## منشأ و جشن‌ها
اولین جشن‌های شناخته شده ماه می با فلورالیا جشنواره الهه رومی گل، فلورا آغاز می‌شود که از ۲۷ آوریل تا ۳ می در دوران جمهوری روم برگزار می‌شد و مایوما یا مایاوما، جشنواره ای که دیونیسوس و آفرودیت را جشن می‌گیرد که این جشنواره هر سه سال در طول ماه می برگزار می‌شود. فلورالیا با اجراهای نمایشی افتتاح شد. در فلورالیا، اوید می‌گوید که خرگوشها و بزها به عنوان بخشی از جشن‌ها آزاد می‌شدند. پرسیوس می‌نویسد که گوشت خوک، لوبیا و لوپین به سمت جمعیت پرت می‌شد. آیینی به نام فلوریفرتوم در یکی از دو تاریخ ۲۷ آوریل یا ۳ می انجام می‌شد که طی آن یک گونی گندم پرک به داخل مکان‌های مقدس منتقل می‌شد و مشخص نیست که این ارادت به فلورا یا سرس بوده‌است. فلورالیا با رویدادها و مسابقات رقابتی و فداکاری برای فلورا به پایان می‌رسید.
قدمت جشن‌های مایوما حداقل به قرن ۲ میلادی می‌رسد، زمانی که سوابق هزینه‌های جشنواره یک‌ماهه، به امپراتور کمودوس اختصاص داده می‌شد. طبق تواریخ قرن ۶ میلادی جان مالالاس، مایوما «جشنواره ای دراماتیک شبانه بود که هر سه سال یکبار برگزار می‌شد و به نام عیاشی‌ها، یعنی اسرار دیونیسوس و افرودیت شناخته می‌شد.» و به این نام شناخته شد چراکه «در ماه می-آرتمیسیوس جشن گرفته می‌شود.» در این مدت، به اندازه کافی پول توسط دولت برای مشعلها، چراغها و سایر هزینه‌ها در نظر گرفته می‌شد تا یک جشنواره سی روزه «ضیافت‌های شبانه» را پوشش دهند. مایوما را با ضیافت‌ها و پیشکش‌های باشکوه جشن می‌گرفتند. این شهرت باعث شد که در زمان امپراتور کنستانتین سرکوب شود، اگرچه نسخه فرومایه تر آن در دوره آرکادیوس و هونوریوس برای مدت کوتاهی بازسازی شد، اما در همان دوره نیز برای باری دیگر سرکوب شد.
بعداً جشنواره ماه می در کشورهای ژرمنیک جشن گرفته شد، شب والپورگیس، مراسم مقدس سازی والپورگا مقدس در ۱ مه سال ۸۷۰ گرامی داشته شد. در فرهنگ گلیک، عصر ۳۰ آوریل جشن بلتین (که به معنی «آتش خوش شانس» است)، آغاز فصل تابستان بود. این جشن که برای اولین بار در سال ۹۰۰ میلادی تصدیق شد، عمدتاً بر استفاده نمادین از آتش برای برکت دادن گاوها و سایر دام‌ها هنگام انتقال آنها به مراتع تابستانی بود. این رسم تا اوایل قرن نوزدهم ادامه داشت و در این زمان گاوها از آتش می‌پریدند تا شیر آنها از سرقت پریان محافظت شود. مردم همچنین برای شانس از روی آتش می‌پریدند.